# Douro (винна компанія)

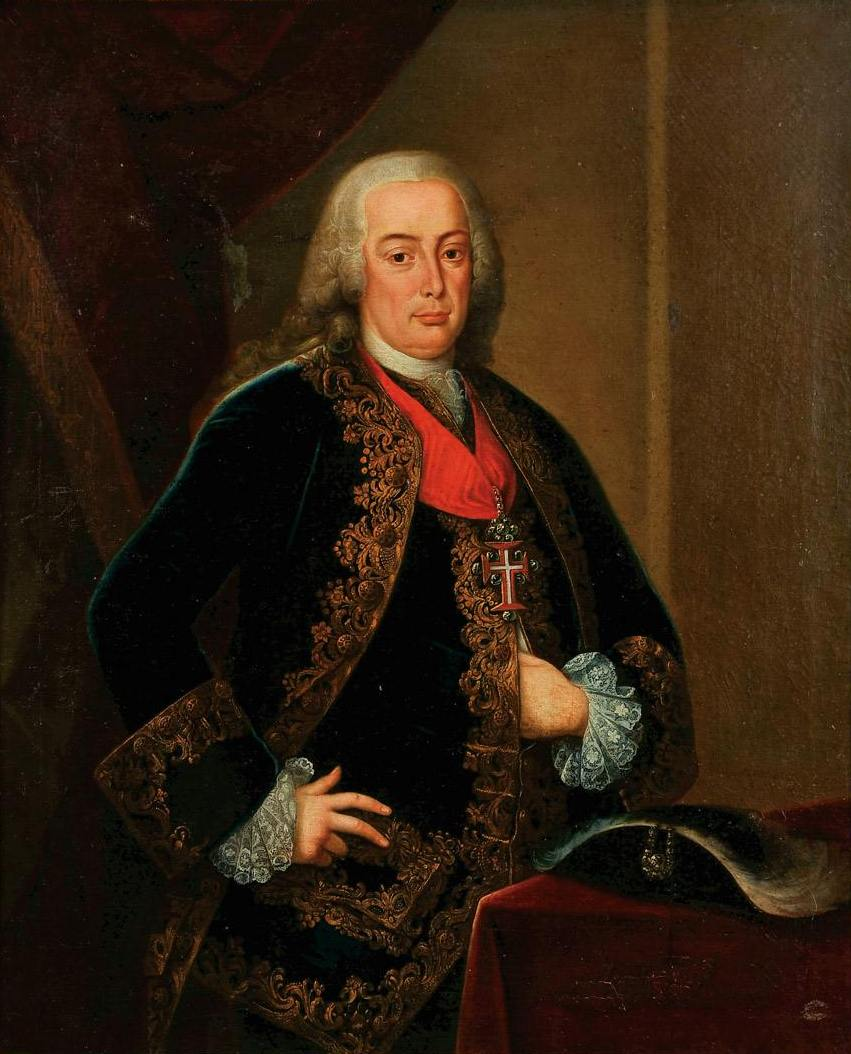
Винна компанія Douro була заснована прем'єр-міністром Португалії, маркізом Помбалом

Винна компанія «Дору» (також відома як Генеральна компанія сільського господарства вин верхнього Дору, порт., Companhia Geral da Agricultura e Vinhos do Alto Douro) була урядовою організацією нагляду, створеною в 1756 році прем'єр-міністром Португалії Себаштіаном де Карвалю для регулювання торгівлі та виробництва портвейну. Одним з перших офіційних обов'язків компанії було визначення меж винного регіону Дуро. Цей акт по суті зробив Дуро першим у світі регіональним апелласьоном. Хоча межі виноробних регіонів К'янті та Токаджі були окреслені відповідно у 1716 та 1737 роках, жоден з цих регіонів не був "технічно" відомим у сенсі того, що він піддавався постійному державному контролю та регламентам. Відповідно до свого статуту, Помбаль  максимально контролював винну компанію Douro, щоб регулювати весь експорт портвейну з Порту, встановити ліміти виробничих кількостей, встановити максимальні та мінімальні ціни на виноград та послужити єдиним арбітром у будь-яких суперечках між виноградарями та  вантажовідправниками. У 1761 році компанії було надано монополію на продаж бренді, який використовувався для кріплення в процесі виноробства портвейна. Винна компанія Douro продовжувала свою діяльність до 1833 року (і була ненадовго відновлена у 1843 та 1853).  Сьогодні, багато з її функцій колишньої винної компанії виконуються Інститутом Вин та Портвейну.

## Історія

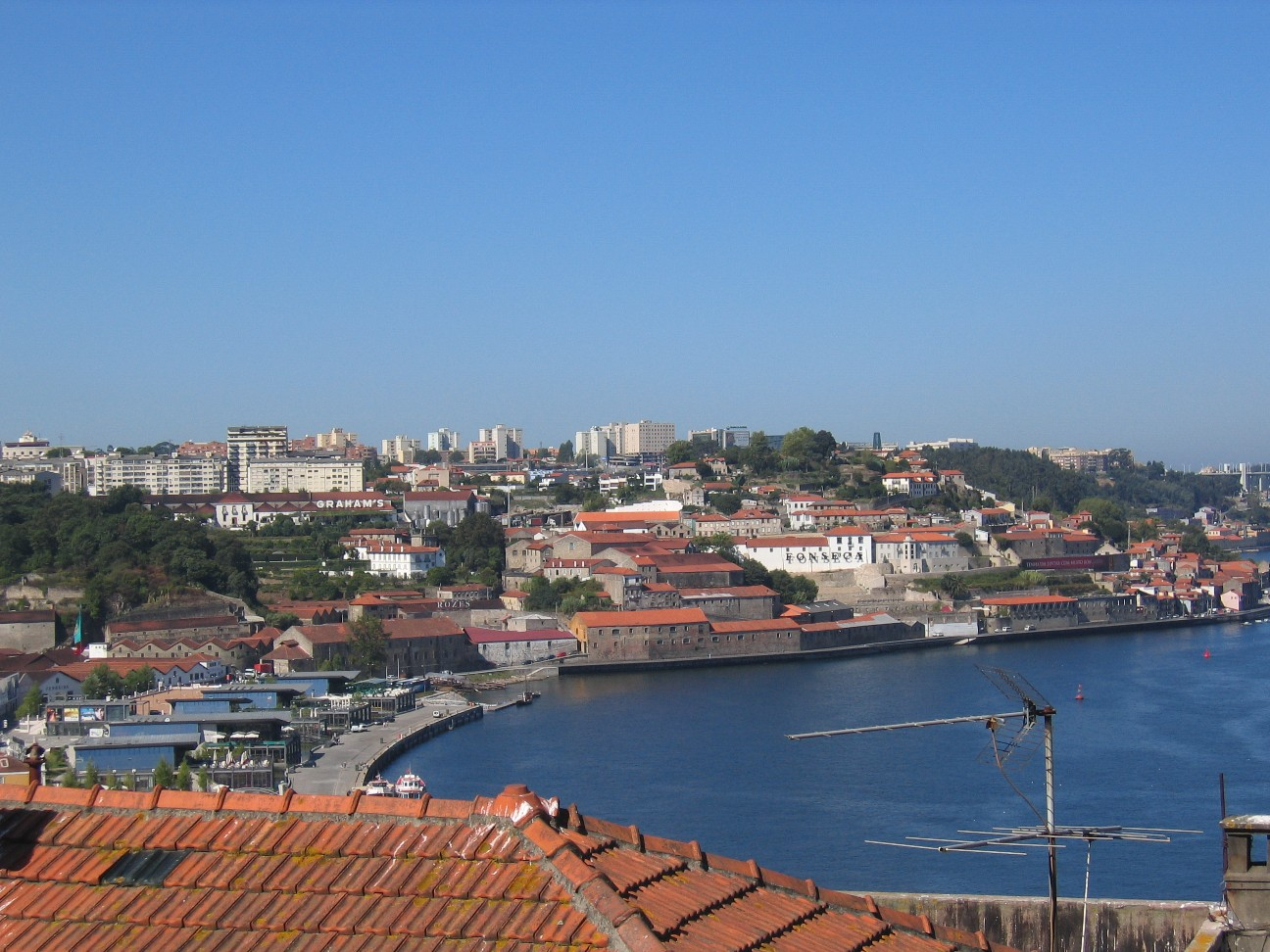
У XVII та на початку XVIII століття британські торговці вином укріплювали свій контроль над винною промисловістю Порту, будуючи великі винні погреби у Віла Нова де Гая (на фото), де зберігалось вино, що було куплене в кредит у португальських виробників

Починаючи з XVII століття, британські торговці вином консолідували свою владу над португальською торгівлею вином — особливо в регіоні Дору, де вироблялось вино з додаванням бренді (агуард'єнте), яке набувало популярності на лондонському ринку. Договір Метуена 1703 року між Англією та Португалією мав як прямий, так і опосередкований вплив на португальську виноробну промисловість. Договір не тільки передбачав, що розмір мита на португальські вина ніколи не повинен перевищувати двох третин, але також дозволяв безмитне ввезення у Португалію англійської вовни. Це друге положення врешті-решт справило руйнівний вплив на португальську текстильну промисловість й призвело до того, що величезна кількість ткачів стала безробітною. Тому в районі Дору та навколо нього ці люди почали шукати роботу у виноробній промисловості, це спричинило бурхливий розвиток виноградарства. Протягом наступних декількох десятиліть надлишок винограду в поєднанні з фальсифікаціями вина призвели до падіння якості портвейну та зниження його ціни.
Британські торговці вином скористалися цією ситуацією аби максимізувати свій прибуток. У 1727 р. вони об'єдналися, щоб утворити торговельну асоціацію і побудували Будинок британської факторії, приватний джентльменський клуб, де вони могли зустрічатися та домовлятися про деталі, що стосуються торгівлі вином. Вони купували все вино у виробників у кредит, утримуючи оплату, поки вино не було продано. Торговці побудували великі  винні погреби у Віла-Нова-де-Гайя, де вони могли витримувати вино. Вантажовідправники також чинили широкомасштабні шахрайства з вином, імпортуючи виноград з регіонів за межами Дору, а також додавали у вино сік бузини для отримання його більш насиченого кольору, а сушені пім'єнто —  для пікантних ароматів. Ця тактика збільшила переваги британських вантажовідправників і означала, що вони можуть встановлювати будь-які ціни, які хочуть платити португальським виноробам.
Для забезпечення більш справедливого ціноутворення португальським виробникам вина часто доводилося вдаватися до особливих ділових угод з британцями, наприклад, продаж своїх дочок.
Скарги та невдоволення веденням бзнесу британцівдійшли до португальського уряду. Після землетрусу в Лісабоні 1755 року прем'єр-міністр Португалії маркіз Помбаль вирішив відновити португальський контроль над винною промисловістю Порту. Доходи від торгівлі вином у Порту були потрібні для відновлення країни після землетрусу. Його зусилля призводять до заснування винної компанії «Дору».

## Перші кроки

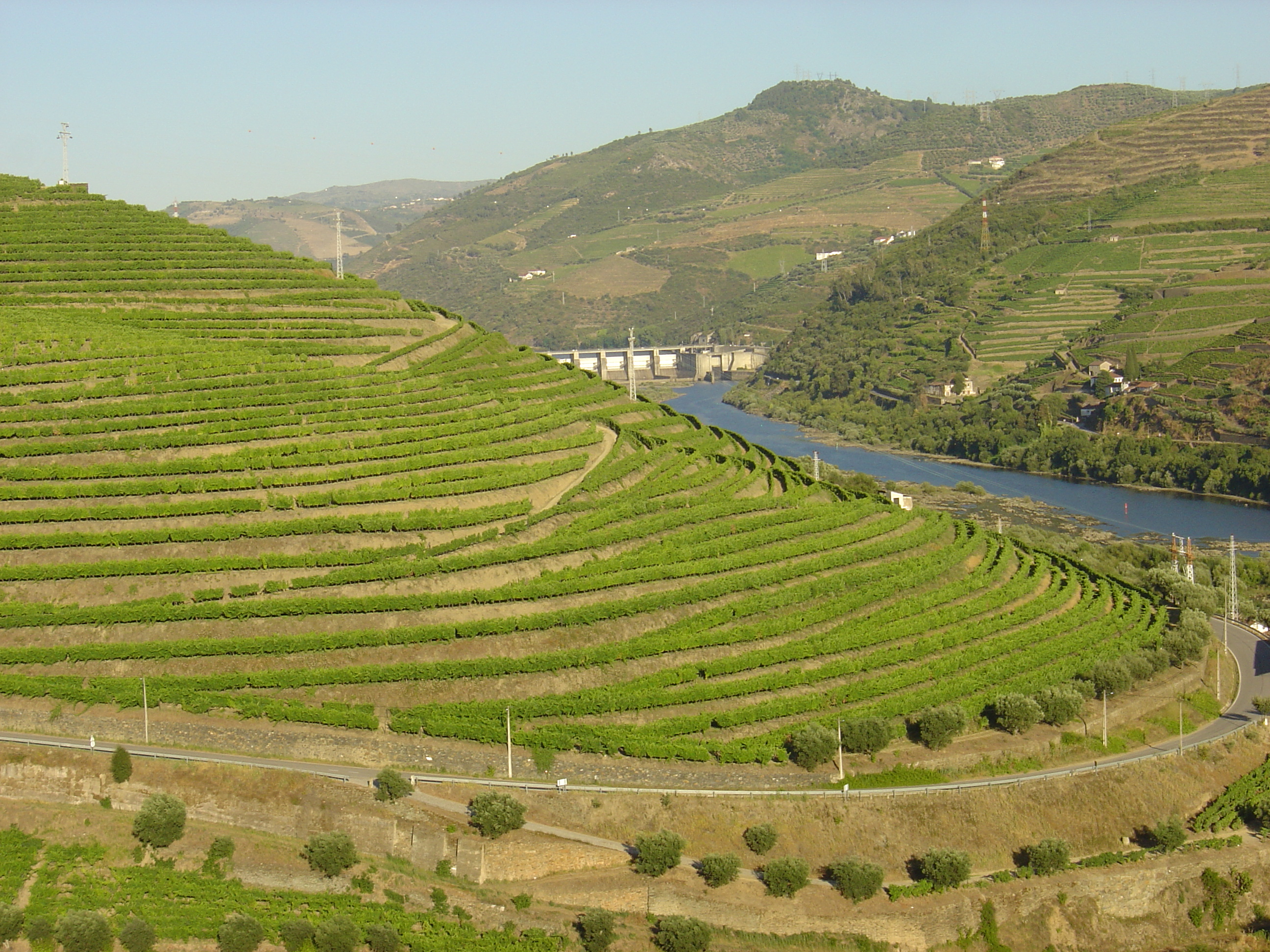
Одним з перших кроків винної компанії «Дору» до встановлення контролю над виноробством було визначення меж виноробного регіону Дору

Однією з перших реакцій винної компанії «Дору» на «скандал» та винні шахрайства, які впливали на продажі та ціноутворення портовейну, та для відновлення репутації Порту, було окреслиення точних межі регіону Дору.
Під керівництвом Помбала були вказані регіони,  переважно на сланцевих ґрунтах вздовж річки Дору та її притоків. Помбаль також уточнив це обмеження, щоб гарантувати, що виноград не буде посаджений там, де потрібно вирощувати кукурудзу, необхідну продовольчу культуру. Це розмежування по суті зробило Дору першим у світі регіональним  апелласьоном.
Компанія заборонила використовувати сік бузини, дійшовши до того, щоб всі дерева бузини в Дору були викорчувані. Використання гною в якості добрива було заборонено, що вигідно обмежело кількість врожаю винограду.
Наступні крок — розмежування та класифікація виноградників Порту на дві широкі категорії. Виноградники з найвищим рейтингом були позначені як факторії та призначені для важливого британського ринку вина та північної Європи. Решта виноградники були позначені як раму і використовувалися для внутрішнього споживання, а також для експорту в португальську колонію Бразилію.
Винна компанія Douro мала повний контроль над встановленням обмежень на виробництво окремими виноградниками і встановлювали максимальні та мінімальні ціни, які британські вантажовідправники повинні платити. Компанія також використовувала «дегустаторів» для того, щоб усі вина з позначкою факторія проходили визначені стандарти якості, інакше його не можна було імпортувати. У 1761 р. Помбаль надав компанії повну монополію на продаж португальського  агуард'єнте, який використовувався при виробництві портвейну. Контроль над торгівлею вином у Порту був майже повністю в португальських руках, за винятком британських вантажовідправників, які все ще були основними власниками винних погребів та експортерами. Зміни у статуті винної компанії «Дору» передбачають, що всі офіцери компанії є португальцями, але іноземним громадянам дозволяється стати акціонерами компанії.

## Критика

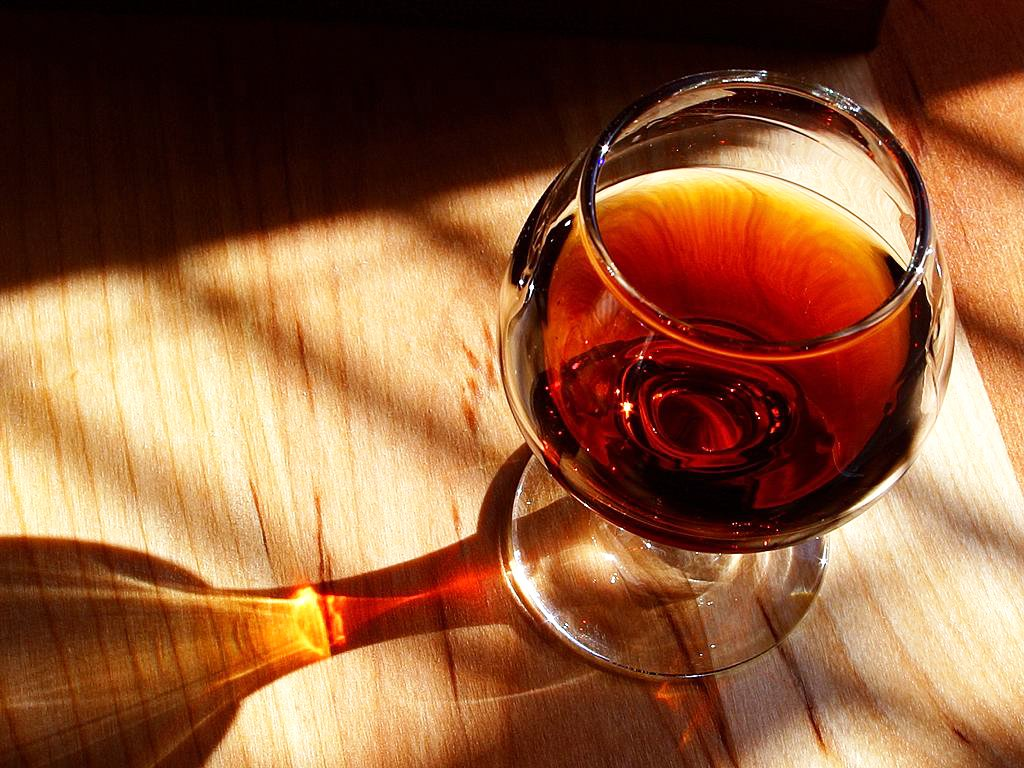
Келих з портвейном

Британці були найбільшими критиками компанії Companhia Geral da Agricultura e Vinhos do Alto Douro, адже з моменту її заснування вони втратили суттєвий контроль над практично монополією торгівлі портвейном. Оскільки винна компанія Douro також купувала вино та продавала його вантажовідправникам на міжнародному ринку, їх, як регуляторів, звинувачували у конфлікті інтересів.
Звинувачували і самого маркіза Помбала, який видавав сертифікати автентичності в на портвейн регіону Дору у своєму маєтку в Каркавелуші за межами Лісабона, хоча це було поза офіційними межами виноробного регіону Дору.

## Пізніша історія

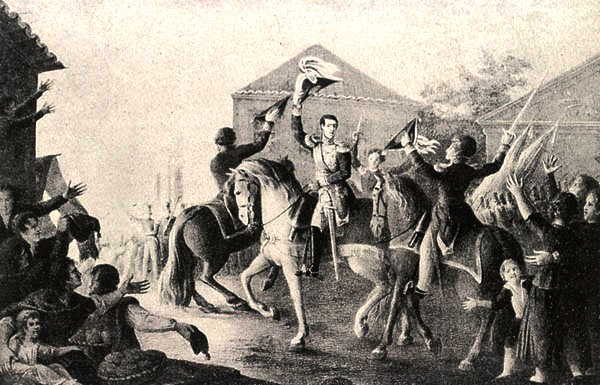
Мігеліти, вірні колишньому королю Португалії Мігелу I, підірвали винний погреи винної компанії «Дору», що призвело до майже 13 000 м2 киплячого гарячого портвейну, який лився в річку Дору.

Винна компанія Douro продовжувала функціонувати до 1833 року. До середини XIX століття жорстке обмеження торгівлі портвейном та монополія на агуард'єнте породили зневагу до компанії серед самих португальців. У 1852 р. регіон Дору був захоплений мігелітами, відданими колишньому королю Португалії Мігелу І.
Під час 18-місячної облоги мігеліти підірвали винний погреб для зберігання агуард'єнте компанії «Доро». Пожежа швидко поширилися та за різними оцінками від 12 825 000 до 12 960 000 літрів киплячого портвейну розлилось по вулицям міста і витекло в річку Дуро.
Компанія закрилась і багато її повноважень були надані іншими організаціями, державними та приватними. На сьогодні головним регулюючим органом Дору є Інститут Вин та Портвейну або IVDP.